# Glenn Seaborg
Glenn Theodore Seaborg (1912-1999) là nhà vật lý hạt nhân người Mỹ. Ông cùng với Edwin McMillan trở thành hai nhà khoa học Mỹ đoạt Giải Nobel Hóa học năm 1951 nhờ những phát hiện những nguyên tố phóng xạ. Với điều đó, Mỹ trở thành nước thứ 3 trên thế giới sau Pháp và Đức có hai người đoạt Giải Nobel Hóa học trong một năm.

## Những nghiên cứu các nguyên tố phóng xạ

### Americi
Americi được tạo ra vào năm 1944 khi Glenn Theodore Seaborg bắn phá các proton bằng các neutron.

### Plutoni
Plutoni được tạo ra đầu tiên vào ngày 14 tháng 12 năm 1940 bởi một nhóm các nhà khoa học, đứng đầu là Seaborg và McMillan (hai thành viên còn lại của nhóm là Joseph William Kennedy, người học trò của Seaborg và Arthur Wahl). Để làm được việc này, họ dùng hạt nhân deuteron bắn phá urani trong máy gia tốc 60 inch ở Đại học California, Berkeley Trong thí nghiệm năm 1940, neptuni-238 đã được tạo ra một cách trực tiếp từ việc bắn phá nhưng bị phân rã phát ra tia beta 2 ngày sau đó, và tạo ra nguyên tố 94.</ref>.

### Berkeli
Berkeli được tổng hợp ra bởi một nhóm nhà khoa học khác vẫn do Seaborg đứng đầu. Các thành viên còn lại của nhóm là Albert Ghiorso, Stanley G. Thompson và Kenneth Street, Jr. Họ đã tổng hợp ra nguyên tố phóng xạ này vào năm 1949, tháng 12. Họ đã sử dụng máy xiclotron để bắn phá hạt nhân 241Am kích thước miligam bằng các hạt anpha tạo ra 243Bk (chu kỳ bán rã 4,5 giờ) và hai neutron tự do.
241
95Am
 + 4
2He
 → 243
97Bk
 + 2 1
0n

### Actini
Actini là một nguyên tố phóng xạ quan trọng, đã làm cho Glenn Seaborg có một đề xuất quan trọng: đưa thêm nhóm actini vào trong bảng tuần hoàn các nguyên tố hóa học của Dmitri Mendeleev. Đề xuất này được đưa ra vào năm 1945
. 

### Tecneti
Emilio Segrè, nhà hóa học người Mỹ gốc Ý và Glenn Seaborg là nhà khoa học đã cô lập được đồng vị Tc99m mà hiện nay được sử dụng trong khoảng 10 triệu thử nghiệm chẩn đoán y học mỗi năm..

### Mendelevi
Nhóm những Albert Ghiorso, Glenn Seaborg, Gregory R. Choppin, Bernard G. Harvey và Stanley G. Thompson (trưởng nhóm đã được phát hiện ra vào năm 1955 tại Đại học California, Berkeley. Nhóm đã tạo ra 256Md (chu kỳ bán rã 87 phút) khi họ bắn phá hạt nhân 253Es bằng các hạt anpha (hạt nhân heli) trong máy cyclôtron 60 in của phòng thí nghiệm phóng xạ Berkely (Berkeley Radiation Laboratory)..

### Californi
Năm 1950, Glenn T. Seaborg, Albert Ghiorso và Stanley G. Thompson thực hiện việc tấn công các nguyên tử Am241 bằng các ion heli, tạo ra các nguyên tử có số nguyên tử bằng 97 và là tương tự với terbi trong nhóm Lanthan. Do terbi được đặt tên theo làng Ytterby, nơi nó và một vài nguyên tố khác được phát hiện, nên nguyên tố mới này được đặt tên là berkeli theo thành phố (Berkeley) nơi nó được tổng hợp. Tuy nhiên, khi nhóm nghiên cứu tổng hợp nguyên tố số 98, họ không thể nghĩ ra một tên tương ứng với dysprosi, và thay vì thế đặt tên nguyên tố là californi để vinh danh bang nơi nó được tổng hợp. Nhóm nghiên cứu đi tới kết luận là "chỉ ra rằng, để thừa nhận thực tế rằng dysprosi được đặt tên trên cơ sở của từ trong tiếng Hy Lạp nghĩa là 'khó thu được', rằng các nhà nghiên cứu của nguyên tố kia một thế kỷ trước đó thấy rằng nó khó có thể nhận tên gọi theo California.".

## Tôn vinh
Để tôn vinh nhà hóa học người Mỹ, một nhóm các nhà khoa học Mỹ khác khi tổng hợp được một nguyên tố phóng xạ đã đặt tên là Seaborgi, mặc dù ông vẫn còn sống khi đó. Ngoài ra, tên ông còn được đặt cho tiểu hành tinh 4856 Seaborg.